# Мацусима, Минори
Минори Мацусима (яп. 松島 みのり Мацусима Минори, 1 декабря 1940, префектура Тиба, Япония — 8 апреля 2022, Япония) — японская актриса, сэйю и рассказчица, работавшая в агентстве Aoni Production. Умерла 8 апреля 2022 года. Причиной смерти стал рак поджелудочной железы.
Среди наиболее известных её ролей: Кэндис «Кэнди» Уайт Эндри в аниме-сериале «Кэнди-Кэнди», Хиё Иссю в Tentoumushi no Uta, Александрия Мит в аниме-сериале Kinnikuman 1983 года, Саяка Юми в Mazinger Z, Хироси Итикава в аниме-сериале Kaibutsu-kun 1968 года, Дороро в одноимённом аниме-сериале 1968 года и Гёпи в аниме-сериале Goldfish Warning!

## Значимые роли
- Кэнди-Кэнди (Кэндис «Кэнди» Уайт Эндри)
- Kinnikuman (Александрия Мит)
- Goldfish Warning! (Гёпи)
- Dororo (Дороро)
- Glass Mask (Аюми Химэкава)
- Mazinger Z (Саяка Юми)
- Dokaben (Сатико)
- Kaibutsu-kun (Хироси Итикава)
- Honey Honey (Хани-Хани)
- Tatakae!! Ramenman (Сяо-Май)
- Akane-chan (Аканэ)
- Maison Ikkoku (Мать Кёко)
- 21 Emon (Мама)
- Lucy of the Southern Rainbow (Люси Мэй)
- Hoero Bun Bun (Бун-Бун)
- Konpora Kid (JR)
- Chouriki Sentai Ohranger (Императрица Истерия)
- Ringing Bell (Ягнёнок Тирин)